# Roy Kortsmit
Roy Kortsmit (26 de agosto de 1992) es un futbolista profesional neerlandés que juega como portero en el NAC Breda.

## Categorías inferiores
Nació en Hoek van Holland, a las afueras de Róterdam. Comenzó su carrera en las categorías inferiores del Feyenoord hasta que cumplió los 15 años. Dejó el club siendo campeones de la Copa de la KNVB de categorías inferiores. No se movió lejos, en este caso su nuevo club fue el Westlandia. Tras un año en el club, se marchó al Sparta en 2008. El portero hizo su debut en categoría sub-19 en una derrota 3-1 contra el sc Heerenveen. Al año siguiente, Kortsmit jugó en el equipo reserva del Sparta durante dos temporadas y 20 partidos, en este periodo descendieron de la Beloften Eredivisie.

## Sparta Rotterdam
El 11 de abril de 2014, con 22 años, debutó como profesional contra el SC Telstar. Entró sustituyendo a Khalid Sinouh a mitad de partido y encajó el gol de la victoria en el minuto 87 en la derrota por 2-1 de su equipo. En su segundo partido profesional, perdió 3-1 en un partido de playoff de descenso frente al FC Dordrecht. Kortsmit ha jugado ya más de 100 partidos profesionales para el Sparta, y algunos exitosos como durante la promoción de ascenso de 2015–16. Incluso ha conseguido titulares internacionales en 2017 por hacer cuatro paradas consecutivas en justo seis segundos durante una derrota fuera por 1-0 frente al ADO La Haya.

## Palmarés

### Títulos nacionales
| Título         | Club               | País         | Año     |
| -------------- | ------------------ | ------------ | ------- |
| Eerste Divisie | Sparta de Róterdam | Países Bajos | 2015-16 |